# شر (مجموعه تلویزیونی)
شر (انگلیسی: Evil) یک مجموعه تلویزیونی درام فراطبیعی آمریکایی است که توسط رابرت کینگ و میشل کینگ ساخته شده است. این مجموعه در تاریخ ۲۶ سپتامبر ۲۰۱۹ در سی‌بی‌اس به نمایش درآمد. در اکتبر سال ۲۰۱۹، سی‌بی‌اس این مجموعه را برای فصل دوم تمدید کرد.
در تاریخ June 12, 2022 به فصل سوم و در تاریخ May 23, 2024 به فصل چهارم تمدید شد.